# Coelioxoides exulans
Coelioxoides exulans är en biart som först beskrevs av Holmberg 1887.  Coelioxoides exulans ingår i släktet Coelioxoides och familjen långtungebin. Inga underarter finns listade i Catalogue of Life.